# Lez (Haute-Garonne)
Lez ist eine Ortschaft und eine ehemalige französische Gemeinde mit 50 Einwohnern (Stand: 1. Januar 2022) im Département Haute-Garonne in der Region Okzitanien. 
Mit Wirkung vom 1. Januar 2019 wurden die früheren Gemeinden Lez und Saint-Béat zur Commune nouvelle Saint-Béat-Lez zusammengeschlossen, in der lediglich Lez den Status einer Commune déléguée erhalten hat.

## Lage
Der Ort liegt in den Pyrenäen im Tal der Garonne, etwa acht Kilometer von der spanischen Grenze entfernt.
Nachbarorte sind Saint-Béat im Nordwesten, Boutx im Osten, Argut-Dessous im Süden und Arlos im Westen.

## Bevölkerungsentwicklung
| Jahr      | 1962 | 1968 | 1975 | 1982 | 1990 | 1999 | 2008 | 2015 |
| --------- | ---- | ---- | ---- | ---- | ---- | ---- | ---- | ---- |
| Einwohner | 135  | 154  | 110  | 75   | 72   | 67   | 60   | 59   |

## Sehenswürdigkeiten

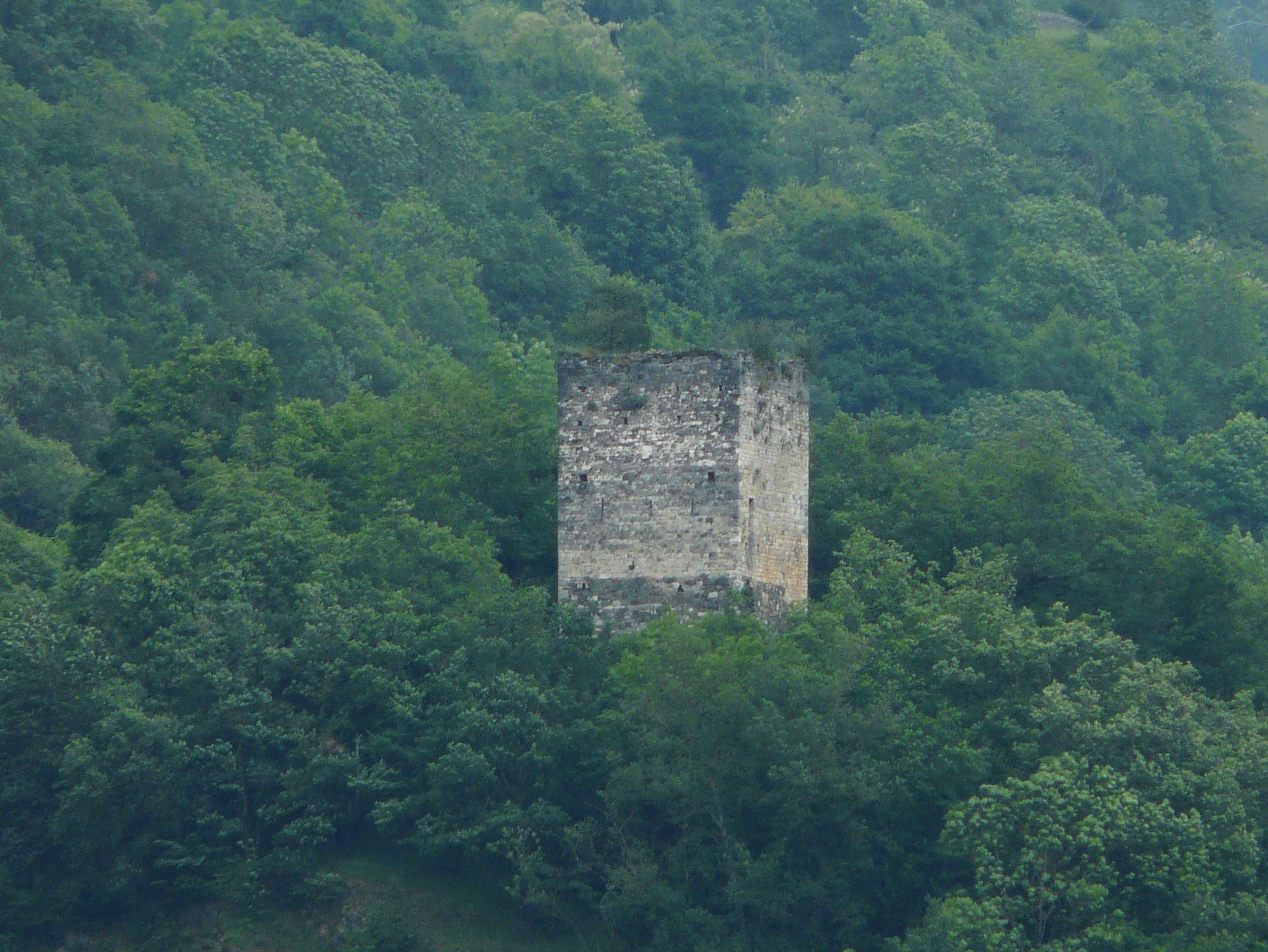
Tour à Signaux

- Tour à Signaux